# Наумова, Варвара Николаевна
Варва́ра Никола́евна Нау́мова (1907, Санкт-Петербург — декабрь 1941, Ленинград) — советская поэтесса.

## Биография
Родилась в Санкт-Петербурге в 1907 году. Окончила Ленинградский университет, работала в журналах «Литературная учёба» и «Звезда». С 1920-х годов пробует себя в поэзии, и в 1932 году публикует дебютный сборник стихов «Чертёж», редактором которого выступил Александр Прокофьев.
Вскоре после этого Варвара Наумова уезжает в составе геологоразведочной экспедиции на крайний север. В течение двух лет работает в Тикси, а по возвращении поступает на работу в Институт народов Севера. Она продолжает поэтическую деятельность, пишет стихи «Весна в Тикси», переводит поэзию эвенкийских авторов, печатается в сборниках «Солнце над чумом», «Север поет». Новые стихи публикуются в журналах «Ленинград», «Звезда», «Литературный современник», готовится второй авторский сборник.
Но планы прерывает начало Великой Отечественной войны. Как многие ленинградцы, Варвара Наумова выходит на строительство оборонительных укреплений вокруг родного города. С наступлением зимы приходит голод. В конце 1941 года поэтесса умирает.
Сборник её стихов «Весна в Тикси» выходит через 20 лет, в 1961 году, благодаря усилиям друзей.
Стихи Варвары Наумовой неоднократно публиковались в сборниках поэзии авторов, погибших в годы Великой Отечественной войны. В 1965 году её творчество вошло в сборник «Советские поэты, павшие на Великой Отечественной войне», в 1985 году — в сборник «Победа. Стихи военных лет. 1941—1945».

## Произведения
- «Чертёж» (1932) — сборник стихов
- «Весна в Тикси» (1935)
- «Весна в Тикси» (1961) — сборник стихов
- «Ульгаррикон и Гекдалуккон» — поэма, перевод с эвенкийского
- «Сулакичан» (1940) — сказка Григория Чинкова (1915—1960-е), перевод с эвенкийского[5]
- «Лето» (1941)
- «Снова лето» (1941)